# Helsinki Open 2024
Die Helsinki Open 2024 fanden vom 9. bis zum 10. November 2024 in Helsinki statt. Es war die 17. Austragung dieser internationalen Meisterschaften von Finnland im Badminton.

## Sieger und Platzierte
| Disziplin    | Gold                          | Silber                         | Bronze                              |
| ------------ | ----------------------------- | ------------------------------ | ----------------------------------- |
| Herreneinzel | Julius von Pfaler             | Axel Gras                      | Isak Melleri                        |
| Herreneinzel | Julius von Pfaler             | Axel Gras                      | Jussi Soraluoma                     |
| Dameneinzel  | Sofia Reinikainen             | Lumi Tran                      | Jenni Lahti                         |
| Dameneinzel  | Sofia Reinikainen             | Lumi Tran                      | Sari Roivainen                      |
| Herrendoppel | Teemu Lahtinen Eero Lauri     | Tommi Kaikkonen Jani Laitinen  | Axel Gras Sam Lindberg              |
| Herrendoppel | Teemu Lahtinen Eero Lauri     | Tommi Kaikkonen Jani Laitinen  | Tomi Karttunen Teemu Utela          |
| Damendoppel  | Viivi Brandt Linnea Vainula   | Anne Hintsala Blas Lusoc-Nyman | Jennifer Nguyen Carina Nieminen     |
| Damendoppel  | Viivi Brandt Linnea Vainula   | Anne Hintsala Blas Lusoc-Nyman | Elina Heikkilä Lumi Tran            |
| Mixed        | Tomi Karttunen Silja Soikkeli | Markus Kyheröinen Lumi Tran    | Phuc Le Vinh Alicia Gras            |
| Mixed        | Tomi Karttunen Silja Soikkeli | Markus Kyheröinen Lumi Tran    | Teemu Lahtinen Henna-Leena Lindberg |